# Вашингтон (гора, Нью-Гемпшир)
Гора Вашингтон — найвища гора на північному сході США висотою 1 917 м. Гора відома своєю мінловою погодою та протягом тривалого часу утримувала рекорд максимальної зареєстрованої швидкості вітру на поверхні Землі — 103,3 м/с (372 км/год), що був отриманий 12 квітня 1934 року. До прибуття європейських переселенців гора була відома як Аґіокочук (Agiocochook, в перекладі з місцевої мови — «дім Великого Духа»).
Гора входить до Президентського хребта Білих гір в окрузі Коос штату Нью-Гемпшир. Це третя за висотою і найвища за відносною висотою вершина східної частини США.
Більша частина гори входить до Національного лісу Білі гори (англ. White Mountain National Forest), а ділянка, що містить її вершину, входить до Парку Гора Вашингтон (англ. Mount Washington State Park).